# Ganoderma ahmadii
Ganoderma ahmadii är en svampart som beskrevs av Steyaert 1972. Ganoderma ahmadii ingår i släktet Ganoderma och familjen Ganodermataceae.   Inga underarter finns listade i Catalogue of Life.